# Sidney Homer
Sidney Homer (Boston (Massachusetts), 9 de diciembre de 1864 - Winter Park (Florida), 10 de julio de 1953) fue un compositor clásico, principalmente de canciones ligeras.
Después de realizar estudios en su país, se perfeccionó en Leipzig y Múnich, teniendo por maestros, entre otros, en J. Rheinberger y Abell. Fue profesor de armonía y de composición en Boston. Entre sus trabajos destacan una Sonata para órgano (1922), un Cuarteto de cuerda (1937) y, cerca de un centenar de canciones. Finalmente, también escribió un libro de memorias My Wife and I (Nueva York, 1939). 
Homer estaba casado con la contralto Louise Homer (1871-1947) y uno de sus sobrinos fue el famoso compositor Samuel Barber.